# Prince de Bismarck
Pour les articles homonymes, voir Bismarck.
 (mars 2023).
Si vous disposez d'ouvrages ou d'articles de référence ou si vous connaissez des sites web de qualité traitant du thème abordé ici, merci de compléter l'article en donnant les références utiles à sa vérifiabilité et en les liant à la section « Notes et références ».
Le titre de prince de Bismarck a été créé en 1871 par Guillaume Ier en faveur de l'homme d'État prussien Otto von Bismarck (1815-1898) pour le récompenser de son rôle dans l'unification allemande.

## Histoire
Les Bismarck sont des propriétaires terriens prussiens établis à Schönhausen depuis 1562. La famille fait remonter ses origines jusqu'au XIVe siècle en la personne de Heinrich von Bismarck. 

Le 16 septembre 1865, Otto von Bismarck devient d'abord comte de Bismarck-Schönhausen (graf von Bismarck-Schönhausen) : le roi de Prusse Guillaume Ier cherche à récompenser son ministre pour sa contribution à la victoire prussienne sur le Danemark lors de la guerre des Duchés. Ce titre est ensuite accordé par courtoisie à tous ses descendants mâles.
Après la victoire de la Prusse contre la France en 1871, l'unification allemande tant voulue par Bismarck est réalisée. Ce dernier se voit octroyer le titre de prince de Bismarck (Fürst von Bismarck) le 21 mars 1871 par le nouvel empereur allemand Guillaume Ier. Ce titre-ci ne se transmet qu'à l'ainé mâle de la famille. Le diplôme est retiré à la chancellerie le 23 avril 1873.
Le 20 mars 1890, Bismarck reçoit également en « lot de consolation », immédiatement après avoir donné sa démission à l'empereur Guillaume II, le titre de duc de Lauenbourg (Herzog von Lauenburg) et le droit de se faire appeler Durchlaucht (soit « Son Altesse sérénissime »). Ces droits ne sont valables que pour lui seul de son vivant. Le Lauenbourg est un duché gagné par la Prusse lors de la guerre des Duchés.
À la mort d'Otto von Bismarck en 1898, le premier à recevoir ce titre est son fils Herbert von Bismarck. Depuis, le titre s'est transmis sans interruption.

Images des princes de Bismarck
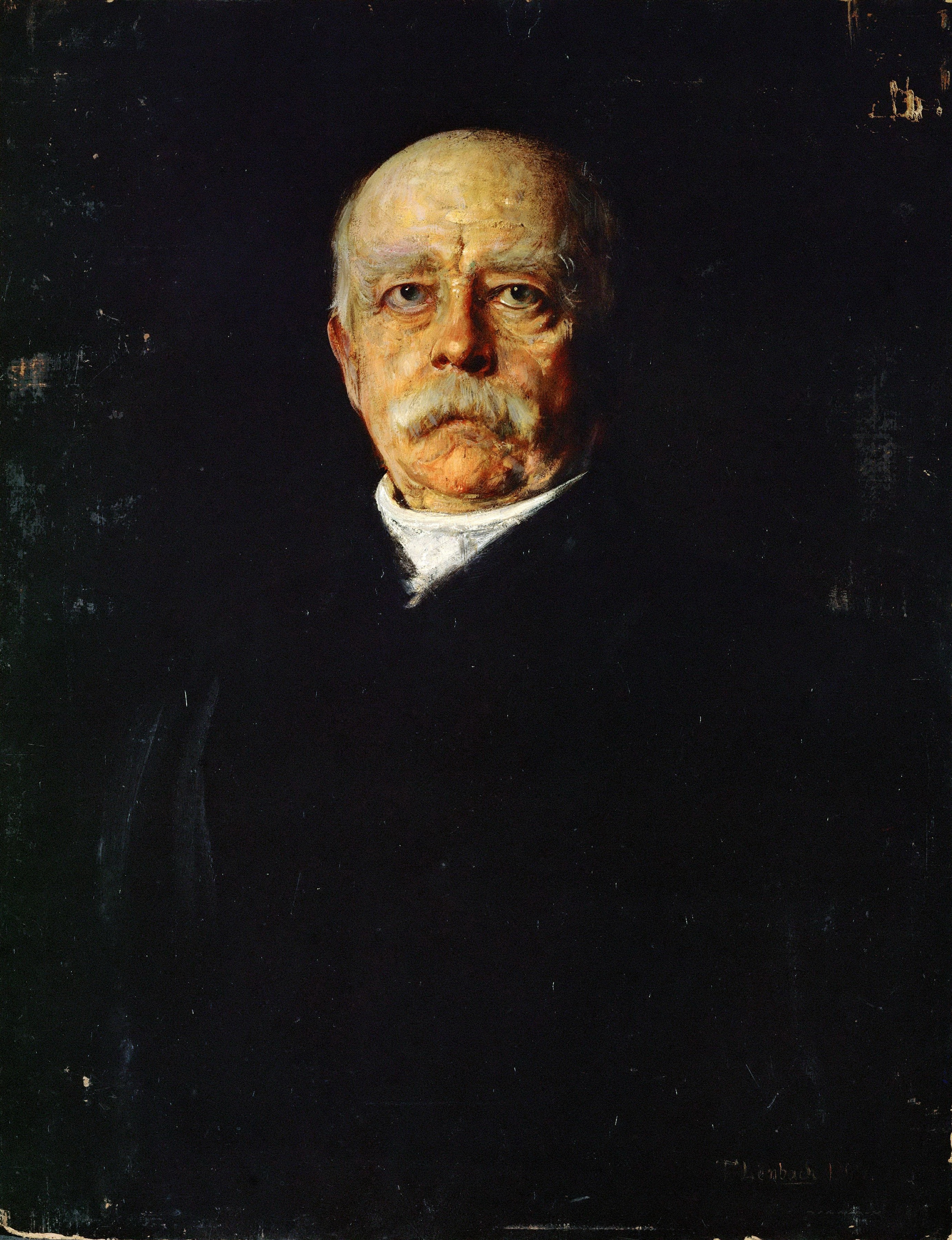
Otto von Bismarck, Franz von Lenbach, 1871.
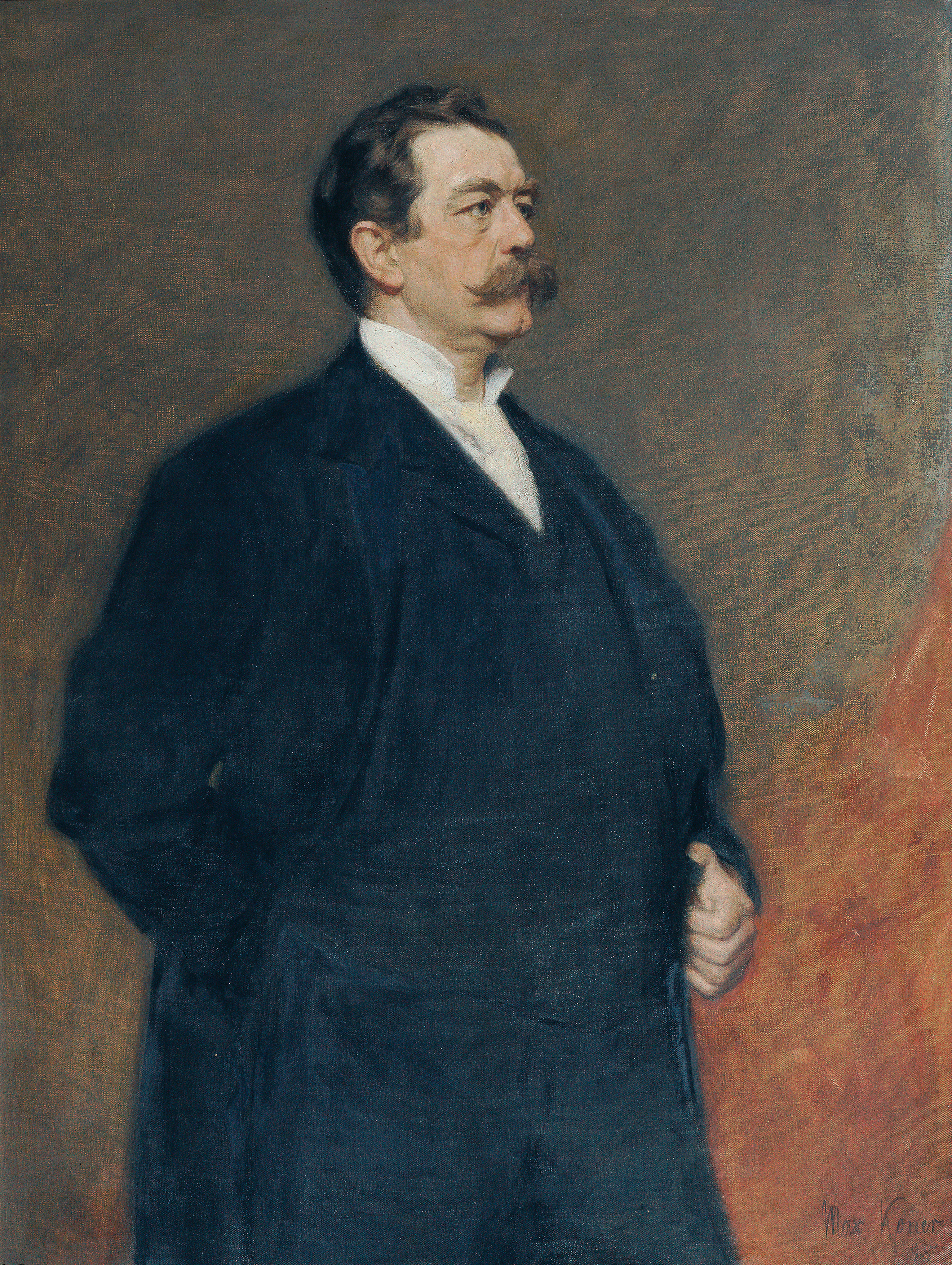
Herbert von Bismarck, Max Koner, 1898.

## Liste des princes de Bismarck
- 1871-1898 : Otto von Bismarck (1815-1898), 1er prince de Bismarck.
- 1898-1904 : Herbert von Bismarck (1849-1904), 2e prince de Bismarck.
- 1904-1975 : Archibald von Bismarck (1897-1975), 3e prince de Bismarck.
- 1975-2019 : Ferdinand von Bismarck (1930-2019), 4e prince de Bismarck.
- Depuis 2019 : Carl-Eduard von Bismarck (1961), 5e prince de Bismarck.